# ناتالي فان غوخ
ناتالي فان جوخ (بالهولندية: Natalie van Gogh)‏ (من مواليد 14 سبتمبر 1974) هي متسابقة دراجات هوائية هولندية معتزلة. مارست رياضة الدراجات بشكل احترافي بين عامي 2012 و 2021 مع فرق "تيم إيبيس سايكلز"، "باركهوتل فالكنبورغ"، "بيهلر برو سايكلينغ"، و"بينغوال كازينو-شيفالمير". سايكلينغ"، و"بينغوال كازينو-شيفالمير".
وُلدت فان جوخ مُعينًا كذكر، لكنها خضعت لجراحة تحويل الجنس في عام 2005.

## سباقات أو مراحل فاز بها
| التاريخ        | السباق                                 | المركز                  |
| -------------- | -------------------------------------- | ----------------------- |
| 15 أبريل 2011  | Novilon Eurocup Ronde van Drenthe 2011 |                         |
| 16 مايو 2015   | 2015 Trofee Maarten Wynants            | الفائز في التصنيف العام |
| 19 يوليو 2015  | 2015 BeNe Ladies Tour                  | العاشر في التصنيف العام |
| 17 أبريل 2016  | Ronde van Gelderland 2016              |                         |
| 17 يوليو 2016  | 2016 BeNe Ladies Tour                  | العاشر في التصنيف العام |
| 11 سبتمبر 2016 | سباق سيراتزيت تشالنج 2016              | الرابع في تصنيف النقاط  |
| 01 يناير 2017  | 2017 Omloop van Borsele-ITT            |                         |
| 22 أبريل 2017  | Omloop van Borsele 2017                | التاسع في التصنيف العام |
| 14 مايو 2017   | Dwars door de Westhoek 2017            | الثاني في التصنيف العام |
| 03 سبتمبر 2017 | بويز ليديز تور 2017                    | الثاني في تصنيف الجبال  |
| 01 يناير 2018  | 2018 Omloop van Borsele-ITT            |                         |
| 26 أبريل 2019  | 2019 Omloop van Borsele-ITT            |                         |
| 04 أغسطس 2019  | Tour de Bochum 2019                    | الفائز في التصنيف العام |

## روابط خارجية
- ناتالي فان غوخ على موقع الاتحاد الدولي للدراجات (الإنجليزية)
- ناتالي فان غوخ على موقع أرشيف الدراجات (الإنجليزية)
- ناتالي فان غوخ على موقع إحصائيات الدراجات الإحترافية (الإنجليزية)
- ناتالي فان غوخ على موقع نسبة الدراجات (الإنجليزية)
- ناتالي فان غوخ على موقع CyclingDatabase.com (مؤرشف) (الإنجليزية)